# Stefan Warschawski
Stefan Warschawski (alemany: Stefan Emanuel Warschawski)  (Lida, 18 d'abril de 1904 - San Diego, 5 de maig de 1989) va ser un matemàtic estatunidenc d'origen europeu.
Warschawski va néixer en una família jueva-alemanya a Lida, ara Belarús, però en el moment del seu naixement, formava part de l'Imperi Rus i també havia sigut lituana i polonesa. El 1915, en començar la Primera Guerra Mundial, la seva família es va traslladar a Königsberg on Warschawski va començar els estudis superiors de matemàtiques a la universitat de Königsberg fins que el 1926 es va traslladar a la universitat de Göttingen per realitzar els seus estudis de doctorat sota la supervisió d'Alexander Ostrowski. Quan Ostrowski es va traslladar a la universitat de Basilea, Warschawski el va seguir allà per completar els seus estudis doctorals. Després de rebre el seu doctorat va ser professor ajudant a Göttingen el 1930, però, a causa de l'ascens de Hitler i la seva pròpia ascendència jueva, va decidir abandonar Alemanya. Va aconseguir un contracte d'un any a la universitat d'Utrecht i, després, a la Universitat de Colúmbia a la ciutat de Nova York. Després d'un seguit de llocs temporals, va ser nomenat professor de la universitat Washington a Saint Louis el 1939. Durant la Segona Guerra Mundial es va traslladar a la universitat de Brown i, després, a la universitat de Minnesota, on va romandre fins al seu trasllat el 1963 a la universitat de Califòrnia a San Diego, on va ser fundador i director del departament de matemàtiques. Warschawski va renunciar a la direcció el 1967 i es va retirar el 1971, però va continuar actiu en la investigació i la docència donant algunes classes.
Warschawski és conegut per les seves investigacions sobre anàlisi complexa i, en particular, sobre transformacions conformes. El teorema de Noshiro-Warschawski porta el nom de Warschawski i Noshiro, que el van descobrir independentment el 1935.